# Orbetello
Orbetello é uma comuna italiana da região da Toscana, província de Grosseto, com cerca de 14.607 (Cens. 2001 - ISTAT) habitantes. Estende-se por uma área de 226,98 km², tendo uma densidade populacional de 64,35 hab/km². Faz fronteira com Capalbio, Magliano in Toscana, Manciano, Monte Argentario.

## Demografia
| Variação demográfica do município entre 1861 e 2011                               |
|                                                                                   |
| Fonte: Istituto Nazionale di Statistica (ISTAT) - Elaboração gráfica da Wikipedia |